# Capital humano
Capital humano  é o conjunto de conhecimento, habilidades e atitudes que favorecem a realização de trabalho de modo a produzir valor econômico. São os atributos adquiridos por um trabalhador por meio da educação, perícia e experiência. Muitas das primeiras teorias econômicas referem-se à força de trabalho, um dos três fatores de produção, como um recurso homogêneo e facilmente substituível.
O Conceito de capital humano foi adotado, nos anos 1980, pelos organismos multilaterais mais diretamente vinculados ao pensamento neoliberal, na área educacional, no contexto das demandas resultantes da reestruturação produtiva.

## Antecedentes
Adam Smith comparava a "destreza melhorada de um trabalhador", através da educação ou aprendizagem, ao capital fixo, realizado na sua pessoa:
"Em quarto lugar, as habilidades adquiridas e úteis de todos os habitantes ou membros da sociedade. A aquisição de tais talentos, por meio da manutenção do adquirente durante a sua educação, estudo ou aprendizagem, sempre custa uma despesa real, que é capital fixo e realizado, por assim dizer, em sua pessoa. Esses talentos, fazem parte de sua fortuna, tal como também da sociedade à qual ele pertence. A destreza melhorada de um trabalhador pode ser considerada a mesma que uma máquina ou um instrumento de comércio, que facilita o trabalho, e que, embora os custos, reembolsa as despesas com um lucro. "
Logo, Smith argumentou, que a força produtiva do trabalho é dependente da divisão do trabalho:
"O maior aprimoramento nas forças produtivas do trabalho, e a maior parte da habilidade, destreza, e julgamento com o qual é dirigido em qualquer lugar, ou aplicada, parecem ter sido os efeitos da divisão do trabalho".
Contemporaneamente, o conceito de capital humano  reaparece na década de 1950, nos estudos de Theodore W. Schultz, (1902 - 1998), que dividiu o prêmio Nobel de Economia de 1979 com Sir Arthur Lewis. Nos anos 1960, o conceito foi desenvolvido e popularizado por Gary Becker, derivado dos conceitos de capital fixo (maquinaria) e capital variável (salários). O "capital humano" (capital incorporado aos seres humanos, especialmente na forma de saúde e educação) seria o componente explicativo fundamental do desenvolvimento econômico desigual entre países. Entretanto, a ideia de aplicar o conceito de "capital" a seres humanos, no sentido de transformar pessoas em capital para as empresas, contrariava frontalmente o pensamento humanista que marcou a esquerda no pós-guerra.
Considera-se que William Arthur Lewis tenha criado a área de economia do desenvolvimento - e consequentemente a ideia de capital humano -  quando escreveu, em 1954,  Economic Development with Unlimited Supplies of Labour. Mas a expressão "capital humano" não foi utilizada, devido a sua conotação negativa, até  ser discutida pela primeira vez por Arthur Cecil Pigou:

"Existe investimento em capital humano, assim como investimento em capital material. Então, na medida em que isto seja reconhecido, a distinção entre   economia do consumo e economia do  investimento fica borrada. Pois, até certo ponto, o consumo é o investimento em capacidade produtiva pessoal. Isto é especialmente importante com relação às crianças:  reduzir indevidamente os seus gastos de consumo pode reduzir muito a sua eficiência na vida futura. Mesmo para nós, adultos, após descermos uma certa distância na escala de riqueza, de modo a estarmos além da região de luxos e  confortos "desnecessários", uma restrição no consumo pessoal é também uma restrição no investimento.
O uso do termo na  literatura econômica neoclássica foi introduzido com o artigo Investment in Human Capital and Personal Income Distribution de Jacob Mincer, publicado no The Journal of Political Economy, em 1958. Depois,  Theodore Schultz  também contribuiu para o desenvolvimento do tema.
A mais conhecida aplicação  da ideia de "capital humano" na economia é a de Mincer e Gary Becker, da  Escola de Chicago  de economia. O livro de Becker intitulado Human Capital, publicado em 1964, foi uma  referência por muitos anos. Segundo essa visão, o capital humano é semelhante aos "meios físicos de produção", tais como fábricas ou máquinas: o indivíduo pode investir em capital humano (via educação, treinamento, tratamento médico)  e o resultado que obterá depende, em parte, da taxa de retorno sobre do capital humano que esse indivíduo possui. Assim, o capital humano seria  um meio de produção, no qual um investimento adicional gera resultados adicionais. O capital humano é substituível, mas   transferível  como terra, trabalho ou capital fixo.
Nos anos 1980, o conceito de capital humano foi retomado, pelos organismos multilaterais mais diretamente vinculados ao pensamento neoliberal, na área educacional, no contexto das demandas resultantes da reestruturação produtiva.
Alguns teóricos  contemporâneos do crescimento consideram o capital humano como um importante fator de crescimento econômico. Pesquisas recentes têm apontado também  a sua importância para o bem-estar econômico das pessoas.

## A crítica marxista
De alguma forma, a ideia de "capital humano" é semelhante ao conceito de Karl Marx da força de trabalho: ele pensava que os trabalhadores capitalistas vendiam a sua força de trabalho, a fim de receber rendimentos (salários e vencimentos). Mas muito antes de Mincer ou Becker escreverem, Marx apontou para "dois fatos desagradavelmente frustrantes" para as teorias que equiparam salários ou vencimentos ao lucro sobre o capital.
1. O trabalhador deve realmente trabalhar, exercer sua mente e corpo, para ganhar este "lucro". Marx  distinguiu  a própria capacidade de trabalho da força de trabalho e da atividade de trabalho.
2. Um trabalhador livre não pode vender o seu "capital humano" de uma só vez; está longe de ser um ativo líquido (muito menos líquido do que ações e terras). Ele não vende as suas habilidades, mas firma contratos para utilizar essas habilidades, da mesma forma que um industrial vende seus produtos, e não a sua maquinaria. A exceção aqui são os escravos, cujo capital humano pode ser vendido, embora o escravo não obtenha um rendimento.

Um empregador deve receber um lucro das suas operações, de modo que os trabalhadores devem produzir o que Marx (segundo a teoria do valor-trabalho) denomina a mais-valia,   trabalhando além do necessário para manter a sua força de trabalho. Embora ter o "capital humano" dê aos trabalhadores alguns benefícios, eles continuam a depender dos proprietários de riqueza não humana para sua subsistência.
O termo aparece no artigo de Marx no artigo do jornal Nova iorquino "Daily Tribune", "The Emancipation Question", 17 de janeiro e 22 de 1859, embora o termo seja usado para descrever os seres humanos que agem como capital aos produtores, ao invés do moderno sentido de "capital conhecimento" dotado ou adquirido pelos seres humanos.
Segundo a teoria marxista, o conceito de capital humano corresponde a uma reificação, com o propósito de convencer o trabalhador de que ele é, na verdade, um capitalista. Este aspecto é tratado no volume II de O Capital:
"Economistas apologéticos (...) dizem: (...) a sua [do trabalhador] força de trabalho é, portanto, ela mesma, seu capital em forma-mercadoria, da qual lhe flui continuamente seu rendimento. De fato, a força de trabalho é a sua [do trabalhador] propriedade (reprodutiva, que sempre se renova), e não o seu capital. É a única mercadoria que ele pode e tem que vender continuamente, para viver, e que atua como capital variável apenas nas mãos do comprador, o capitalista. Que um homem seja continuamente compelido a vender sua força de trabalho, isto é, ele mesmo, para outro homem, prova, segundo esses economistas, que ele é um capitalista, porque constantemente tem  "mercadorias"  para vender. Nesse sentido, um escravo também é um capitalista, embora ele seja vendido por uma outra pessoa, mas sempre como mercadoria; pois é da natureza dessa mercadoria, o trabalho escravo, que seu comprador não só a faça trabalhar de novo a cada dia mas também lhe dê os meios de subsistência que a capacitam a trabalhar de novo e sempre." (MARX, Karl . O Capital, vol. II, capítulo XX, seção X)

## A abordagem das Nações Unidas
O conceito de capital humano tem relativamente mais importância em países com mão de obra excedentária. Estes países são naturalmente dotados com mais mão de obra devido à alta taxa de natalidade nestas condições. O trabalho excedente nesses países é o recurso humano disponível com mais abundância do que o recurso de capital tangível. Este recurso humano pode ser transformado em capital humano com entradas efetivas de valores educacionais, de saúde e morais. A transformação de recursos humanos primitivos em recursos humanos altamente produtivos com estas entradas é o processo de formação de capital humano. O problema da escassez de capital tangível dos países superavitários de mão de obra pode ser resolvido através da aceleração da taxa de formação de capital humano com investimentos privados e públicos em educação e saúde das suas economias nacionais. O capital tangível financeiro é um instrumento eficaz de promoção do crescimento econômico da nação. O capital humano intangível, por outro lado, é um instrumento de promoção integral do desenvolvimento da nação porque o capital humano está diretamente relacionado com o desenvolvimento humano, e quando há desenvolvimento humano, o progresso qualitativo e quantitativo da nação é inevitável. Essa importância do capital humano é explícita na abordagem alterada das Nações Unidas  para avaliação comparativa do desenvolvimento económico das diversas nações da economia mundial.
As Nações Unidas publicaram o Relatório de Desenvolvimento Humano  sobre o desenvolvimento humano em diferentes países com o objetivo de avaliar a taxa de formação de capital humano nesses países. O indicador estatístico de estimativa de Desenvolvimento Humano de cada nação é o Índice de Desenvolvimento Humano (IDH). É a combinação do "Índice de Esperança média de Vida", "Índice de educação" e o "Índice de Rendimento". O índice de Esperança média de vida revela o padrão de saúde da população no país, índice de educação revela o padrão de ensino e a taxa de alfabetização da população; e o índice de rendimento revela o padrão de vida da população. Se todos estes índices têm a tendência de crescimento durante um longo período de tempo, é refletido em tendência crescente no IDH. O Capital Humano é desenvolvido pela educação, saúde e qualidade de vida. Portanto, os componentes do IDH a saber são o, Índice de Esperança média de Vida, Índice de Educação e Índice de Rendimento estão diretamente relacionadas à formação do capital humano dentro da nação. IDH é o índice de correlação positiva entre a formação de capital humano e o desenvolvimento econômico. Se o IDH aumenta, existe uma maior taxa de formação de capital humano em resposta ao aumento do nível de educação e saúde. Da mesma forma, se o IDH aumenta, o rendimento per capita da nação também aumenta. Implicitamente, o IDH revela que quanto maior formação de capital humano, devido à boa qualidade de saúde e educação, maior será o rendimento per capita da nação. Este processo de desenvolvimento humano é a base sólida de um processo contínuo de desenvolvimento econômico da nação por um longo período de tempo. Este significado do conceito de capital humano na geração de desenvolvimento económico a longo prazo da nação não pode ser negligenciada. Espera-se que as políticas macroeconômicas de todas as nações se centram na promoção do desenvolvimento humano e desenvolvimento econômico posterior. O capital humano é o pilar desenvolvimento humano e do desenvolvimento económico em todas as nações.